# Леонтий (военачалник)
Вижте пояснителната страница за други личности с името Леонтий.
Леонтий (на латински: Leontius) e военачалник на Източната Римска империя при византийския император Фока (602–610) през началото на 7 век.
През 604-605 г. той е magister militum per Orientem и е изпратен на Изток в Месопотамия на мястото на убития военачалник Герман.
През 605 г. го сменя военачалникът Доментциол.